# Disco Voador (álbum de Arnaldo Baptista)
Disco Voador, lançado em 1987 pela gravadora Baratos Afins, é o terceiro álbum solo de Arnaldo Baptista (ex-Mutantes).

## Curiosidades
Arnaldo enviou o álbum ao produtor Luiz Calanca (Baratos Afins) através de uma fita cassete, que foi gravada em apenas dois canais em sua própria casa, na cidade de Juiz de Fora (MG). O disco traz duas regravações de seu sucesso “Balada do Louco”, uma em inglês (“Crazy–One's Ballad”) e outra em francês (“Le Foulle Balad”).
O álbum foi remasterizado em 2013 e está disponível através de streaming pela Deezer.
A pintura da capa foi realizada pelo próprio Arnaldo Baptista.

## Faixas
| N.º | Título                              | Duração |  |
| 1.  | "Eu"                                |         |  |
| 2.  | "Rodas"                             |         |  |
| 3.  | "Crazy-Ones's Ballad"               |         |  |
| 4.  | "Traduções"                         |         |  |
| 5.  | "OVNI"                              |         |  |
| 6.  | "Maria Lucia"                       |         |  |
| 7.  | "Jesus Volte Até A Terra"           |         |  |
| 8.  | "Le Foulle Ballad"                  |         |  |
| 9.  | "I Wanna To Take Off Every Morning" |         |  |